# Jean le Rond d'Alembert
Jean Baptiste le Rond d'Alembert, francoski filozof, fizik in matematik, * 16. november 1717, Pariz, Francija, † 29. oktober 1783, Pariz.

## Mladost
D'Alembert je bil nezakonski sin plemiča, topniškega častnika Louisa-Camusa Destouchesa in francoske pisateljice in kurtizane Claudine Guérin de Tencinove. Oče ga ni čisto zapustil, temveč je dajal sredstva za njegovo preživljanje. Mati ga je med odsotnostjo očeta pustila na stopnicah pred cerkvijo Saint Jean le Rond in je kot najdenček odraščal v hiši nekega steklarja in njegove žene. Kasneje, ko je njegova nadarjenost postajala vse očitnejša, ga je mati poskušala dobiti nazaj. Toda d'Alembert jo je ponosno zavrnil: »Moja mati je steklarjeva žena.«

## Študij
Od leta 1730 se je šolal na Mazarinovem kolegiju (Collège Mazarin), kjer je poslušal predavanja iz matematike, fizike in astronomije in tam leta 1735 diplomiral. Kolegij so vodili janzenisti. Po študiju se je vrnil k svoji krušni materi, kjer je živel trideset let. Študiral je pravo in naj bi leta 1738 nastopil službovanje kot odvetnik, vendar ni začel z delom. Potem se je posvetil medicini, na koncu pa se je odločil, da se bo zapisal matematiki. Z 22. leti je leta 1739 napisal svoje prvo objavljeno delo Poročilo o integralnem računu (Mémoire sur le calcul intégral). Leta 1740 je predložil svoje drugo delo o mehaniki tekočin Memoire sur le refraction des corps solides, ki ga je opazil Clairaut. V delu je teoretično pojasnil lom.

## Znanstveno delo
S 24. leti so ga maja 1741 izbrali za člana Francoske akademije znanosti (Académie des sciences) zaradi redkih matematičnih sposobnosti. Bil je po naravi neodvisen, posvetil se je znanosti in je, kakor je sam pravil, postal suženj svoje svobode.
Postavil in rešil je diferencialno enačbo za nihanje žic, odkril je d'Alembertovo načelo v dinamiki. Leta 1743 je objavil svoje najpomembnejše znanstveno delo Razprava o dinamiki (Traité de dynamique), kjer je pojasnil svoje dinamično načelo: rezultanta sil, ki deluje na sistem, je enaka dejanski sili celotnega sistema. V delu je izpopolnil tudi Newtonov opis sile, ki je razrešil nejasnosti v zvezi z ohranitvijo kinetične energije.
Svoje dinamično načelo je leta 1744 uporabil pri teoriji ravnovesja in gibanja tekočin (Traité de l'equilibre et du mouvement des fluides) tako, da so vse prejšnje geometrijske rešitve sedaj v veliki meri postale njeni pristavki.
Leta 1746 je poskušal dokazati osnovni izrek algebre. Tega leta je objavil delo Tolmači o splošnem vzroku vetrov (Réflexions sur la cause générale des vents), ki vsebuje prvo zamisel reševanja parcialnih diferencialnih enačb. Delo je posvetil pruskemu kralju Friderik II. Velikemu, ki je zaman poskušal privesti d'Alemberta v Berlin.
Po njem se imenuje kriterij za konvergenco vrste in d'Alembertov diferencialni operator 2. reda {\displaystyle \square } (včasih zapisan tudi kot {\displaystyle \square ^{2}}):
{\displaystyle \square =\nabla ^{2}-{1 \over c^{2}}{\partial ^{2} \over \partial t^{2}}={\partial ^{2} \over \partial x^{2}}+{\partial ^{2} \over \partial y^{2}}+{\partial ^{2} \over \partial z^{2}}-{1 \over c^{2}}{\partial ^{2} \over \partial t^{2}}\!\,,}
kjer je {\displaystyle \nabla ^{2}\equiv \Delta } Laplaceov operator delta. D'Alembertov operator se največ uporablja v klasični in kvantni teoriji polja in pri reševanju valovnih enačb. Na primer v Klein-Gordonovi enačbi:
{\displaystyle \left(\square -{\mathcal {K}}^{2}\right)\Delta ^{C}(x)=\imath \delta ^{4}(x)\!\,,}
kjer je {\displaystyle \Delta ^{C}(x)} Greenova funkcija Klein-Gordonove enačbe, ali v Feynmanovem propagatorju:
{\displaystyle (\square +\mu ^{2})\Delta F(x)=-i\delta (x)\!\,,}
ali v splošni teoriji relativnosti za linearni približek Einsteinovega tenzorja:
{\displaystyle G^{ik}=-{1 \over 2}\square \gamma ^{ik}=0\!\,,}
kjer je:
{\displaystyle \square =\Delta -{\partial ^{2} \over \partial (x^{0})^{2}}\!\,.}
Valovno enačbo imenujemo tudi po njem d'Alembertova enačba, na primer za
elektromagnetno polje:
{\displaystyle \square {\vec {\mathbf {E} }}=0\!\,}
{\displaystyle \square {\vec {\mathbf {B} }}=0\!\,.}
Ukvarjal se je s teorijo gravitacije. Še posebej je proučeval nutacijo in precesijo v astronomiji. Ko je Bradley še opazoval zvezdo {\displaystyle \gamma } Zmaja, je opazil v njeni legi še eno nihanje, kar je potrdil tudi Le Monnier v Parizu. Leta 1748 je Bradley ta pojav imenoval nutacija. Pojasnil ga je z majhnimi motnjami v precesiji, ki nastajajo zaradi periodičnih sprememb v privlačnih silah Lune in Sonca na Zemljine ekvatorske izbokline, kar je odvisno od sprememb v legi teh nebesnih teles glede na Zemljo. Ugotovil je, da vnaša največji premik obratno gibanje vozlov Luninega tira v ravnini ekliptike in je perioda tega nutacijskega člena 18 2/3 leta z amplitudo 9". Pozneje so odkrili še več majhnih členov. Leta 1749 je d'Alembert podal prvo analitično rešitev precesije enakonočij in izdelal matematično teorijo o precesiji in nutaciji ter jo objavil v delu Recherches sur la precession des equinoxes et sur la nutation de l'axe de la terre. Njegovo delo na tem področju sta dokončala Lagrange in Laplace. Obe Bradleyevi odkritji sta omogočili, da se je natančnost, s katero so določali lege nebesnih teles, povečala na 10". d'Alembert in Euler sta ugotovila, da bi se morala Zemljina vrtilna os premikati v Zemlji in opisovati plašč stožca s periodo 10 mesecev, Zemljina pola pa z isto periodo v smeri Zemljinega vrtenja po majhni krožnici okrog svojih srednjih leg. Gibanje so imenovali svobodna ali prosta nutacija.
Po drugi strani je Bessel leta 1844 sklepal na svobodno nutacijo iz sprememb zemljepisnih širin. Toda šele leta 1873 sta periodično spreminjanje zemljepisnih širin odkrila Peters in Nyrén. Leta 1876 je lord Kelvin poudaril, da bi lahko bilo gibanje pola bolj zamotano, kot so splošno mislili zaradi gibanja Zemljinih mas. Nedvoumno je periodično gibanje potrdil Küstner leta 1884 na berlinskem observatoriju.
Svojo filozofijo je d'Alembert postavil na rezultatih znanosti, na religijo in metafiziko je gledal dvomljivo.
Z Diderotom je bil glavni sodelavec pri Enciklopediji (L'Encyclopédie), za katero je leta 1751 napisal znani predgovor Discours pleliminaire de l'Encyclopedie, v katerem je podal genealogijo in cilj znanosti. Bil je tudi njen urednik za matematiko. Kljub 'prevratništvu' tega dela je dobil od Ludvika XV. pokojnino. Glavna književna dela so mu sestavljale pohvale akademikov (večina filozofov) in zagovori znanosti in književnosti. Čeprav je leta 1758 zaradi vladinega posega v objavljanje Enciklopedije zapustil njeno uredništvo, je nadaljeval z objavljanjem člankov o znanosti in filozofiji. Vse svoje delo je posvetil prosvetljenju družbe svojega časa in napredku čiste znanosti.
Leta 1767 je določil elipsoidno obliko Zemlje, ekvatorski polmer
a = 6.375.653 m, polmer ob poldnevniku b = 6.356.564 m in sploščenost e = 1/334,0.
Pokazal je, da se Leibnizov prijem s Huygensovo živo silo in Descartesov prijem s količino, sorazmerno s hitrostjo v, kot meri za učinkovitost sile, oba skladata z 2. Newtonovim zakonom. Pri Leibnizovem prijemu postavimo izrek o kinetični energiji:
{\displaystyle Fs={1 \over 2}mv^{2}-{1 \over 2}mv_{o}^{2}\!\,}
za končno hitrost {\displaystyle v=v_{o}+\Delta v}. Če je sprememba hitrosti {\displaystyle \Delta v} majhna v primeri z začetno hitrostjo {\displaystyle v_{o}}, lahko zanemarimo drugi člen in je:
{\displaystyle F\Delta s=mv_{o}\Delta v\!\,.}
Obe strani delimo z {\displaystyle \Delta t} in dobimo 2. Newtonov zakon {\displaystyle F=ma}, saj je hitrost {\displaystyle v=\Delta s/\Delta t} in pospešek {\displaystyle a=\Delta v/\Delta t}. Velja tudi obratno: izrek o kinetični energiji dobimo iz 2. Newtonovega zakona, ko ga pomnožimo z majhnim premikom telesa in integriramo, če se sila spreminja s krajem. Pri Descartesovem prijemu pa pomnožimo 2. Newtonov zakon s časom. Tako dobimo izrek o gibalni količini:
{\displaystyle Ft=mv-mv_{o}\!\,,}
če se sila s časom ne spreminja. Za gibanje kamna navpično navzgor sledi:
{\displaystyle -mgt=-mv_{o}\!\,}
in
{\displaystyle t={v_{o} \over g}\!\,.}
Kakor mnoge druge duhovne velikane tistega časa sta tudi d'Alemberta povabila v
Berlin Friderik II. Veliki in v Sankt Peterburg ruska carica Katarina II. Velika. Leta 1763 je res obiskal Berlin in tedaj je dokončno zavrnil večkrat ponujeno vodstvo berlinske akademije. Glede na njegov miren značaj nas nekoliko preseneti hud spor, v katerega se je zapletel s Clairautom. Pri tem ga je najbrž podžigalo ljubosumje zaradi Clairautovega pisanja o Halleyjevemu kometu.

## Druga dela
- Recherches sur les cordes vibrantes (1747),
- Éléments de musique (1752),
- Mélanges de littérature et de philosophie (2 knjigi, 1753, 5 knjig, 1759–1767),
- Essai sur les éléments de philosophie (1759),
- Opuscules mathématique (8 knjig, 1761–1780).

## Priznanja
D'Alembert je bil častni član tedanje Akademije znanosti in umetnosti v Sankt Peterburgu, eden od več kot 160 častnih in dopisnih članov Akademije.

### Poimenovanja
Po njem se imenuje asteroid glavnega asteroidnega pasu 5956 d'Alembert in udarni krater D'Alembert na Luni.
Lambert je predlagal ime D'Alembert za domnevni naravni satelit Venere, ki pa ne obstaja.